# Rama Thiaw
Rama Thiaw née le 30 avril 1978 à Nouakchott, en Mauritanie, est une documentariste sénégalaise.

## Biographie

### Formation et jeunesse
Rama Thiaw est née le 30 avril 1978 à Nouakchott, en Mauritanie, de parents mauritaniens et sénégalais. Elle a passé ses cinq premières années à Nouakchott (Quartier 5), avant de se rendre à Pikine. Après le divorce de ses parents, elle a commencé à partager son temps entre le Sénégal et la France. Thiaw a obtenu un master en Économie internationale à la Sorbonne à Paris avant de se tourner vers le cinéma. Cette nouvelle passion l'a conduite à décrocher un diplôme en réalisation de l'Université Paris 8, suivi d'un second master à l’Université Paris 3 - Censier Daubenton.

### Carrière
Après avoir grandi à Pikine banlieue de Dakar, la capitale du Sénégal, Rama Thiaw part étudier à Paris où elle fréquente les filières de sociologie, d'économie puis de cinéma. C'est là qu'elle réalise ses premiers documentaires, diffusés entre autres sur la télévision associative Zaléa TV.
Après être rentrée au Sénégal en 2005, elle réalise en 2009 son premier long métrage produit par Philippe Lacôte : Boul Fallé, la voie de la lutte. Le film documente la place de la lutte sénégalaise et du hip hop au sein de la jeunesse, en faisant des parallèles entre les deux disciplines.
Son deuxième long métrage, The Revolution Won’t be Televised, sort en 2016. Il se présente comme une suite du précédent, en mettant cette fois l'accent sur les manifestations contre le projet de présidence à vie d'Abdoulaye Wade ayant eu lieu entre 2011 et 2012. Dans ce cadre, la réalisatrice s'intéresse au groupe de hip-hop Keur Gui, membre fondateur du collectif Y’en a marre. Le film remporte le Prix FIPRESCI de la Berlinale.
En 2021, sort son documentaire la disparition (The vanishing) dans lequel elle s'attache à retrouver les traces de sa mère.

## Filmographie
- 2009 : Boul Fallé, la voie de la lutte
- 2016 : The Revolution Won’t be Televised
- 2021 : la disparition (The vanishing)